# 科帕奇夫卡 (盧茨克區)

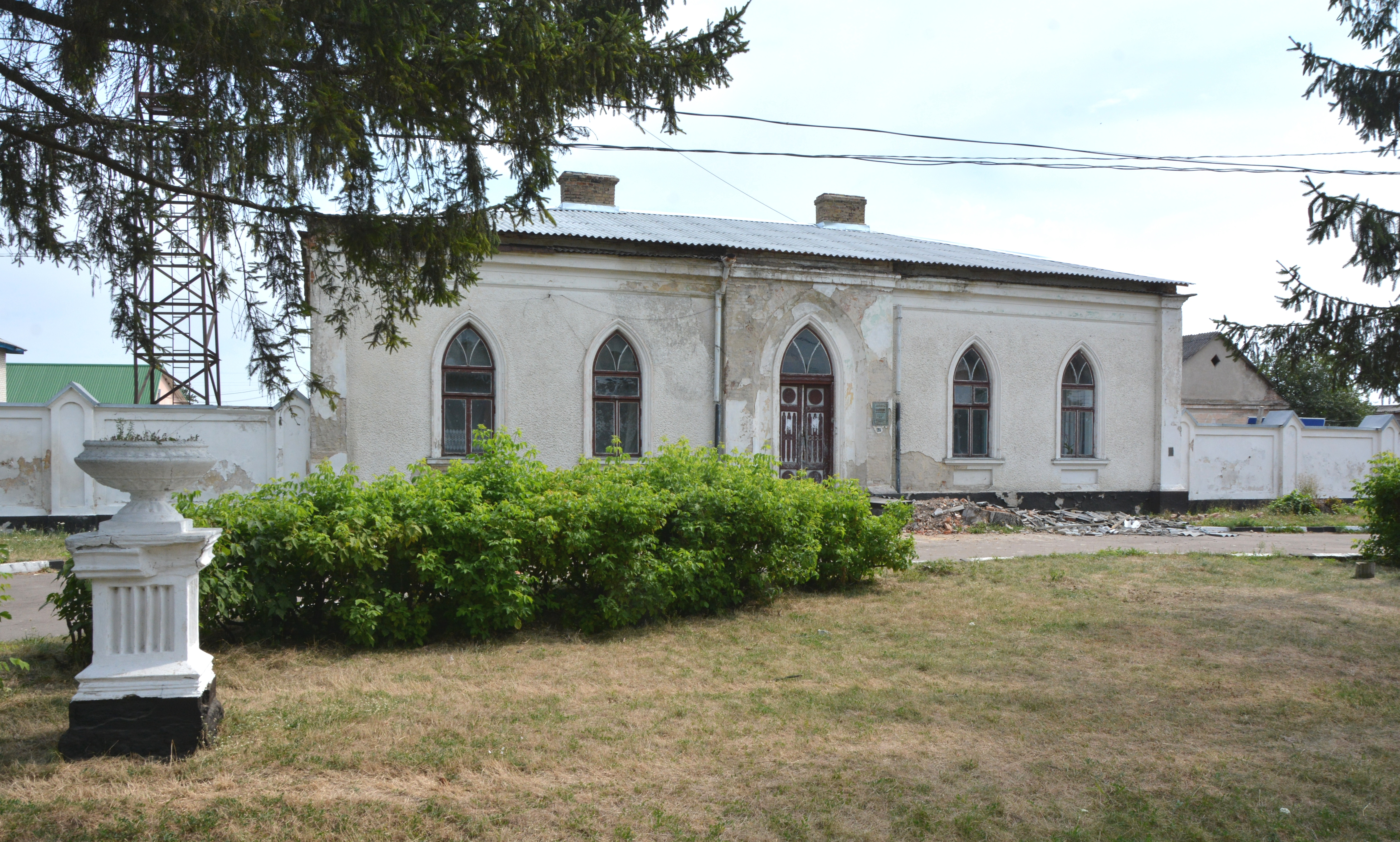

科帕奇夫卡（烏克蘭語：Копачівка），是位於烏克蘭西北部的村莊，由沃倫州盧茨克區的科帕奇夫卡市鎮負責管轄，面積3.93平方公里，海拔高度196米，2024年人口1,279，人口密度每平方公里337.66人。
50°52′55″N 25°13′36″E / 50.88194°N 25.22667°E